# Thyone fusus
Thyone fusus là một loài hải sâm thuộc họ Phyllophoridae.Nó được tìm thấy dưới trong một đáy biển ở phía đông bắc Đại Tây Dương và biển Địa Trung Hải. Nó là một trung chuyển huyền phù và bắt các hạt thức ăn trôi qua với các xúc tu cho ăn phân nhánh.

## Sự miêu tả
Thyone fusus có một cơ thể hình bầu dục có thể lên đến 200 mm (8 in) chiều dài. Đầu trước (phía trước) có miệng bao quanh bởi một vòng gồm mười xúc tu phân nhánh trong khi đầu sau (phía sau) mang hậu môn có hình dạng tròn thẳng. Có một vài chân ống, và chúng có thể được sắp xếp theo hàng dọc quanh thân. Da chúng mịn màng với vài hạt vôi; những bào tử này thường có hình bàn, có bốn lỗ và một cặp que hợp nhất tạo thành một ngọn lửa, và cũng có thể có mặt ở chân ống. Màu sắc của dưa chuột biển này thường là một số màu nâu, hồng hoặc trắng.

## Phân bố và sinh cảnh
Thyus fusus được tìm thấy ở phía đông bắc Đại Tây Dương và biển Địa Trung Hải, phạm vi của nó kéo dài từ Na Uy về phía nam đến Madeira. Ở Quần đảo Anh, nó có mặt từ Quần đảo Shetland về phía nam dọc theo bờ biển phía đông Scotland đến Northumberland. Nói chung, sự hiện diện của nó chưa thật rõ ràng. Độ sâu mà chúng thường sinh sống là từ 10 đến 615 m (30 đến 2.020 ft). Nó được tìm thấy ở những vị trí được che chở trên những đáy biển tồi tàn và lầy lội, nơi nó nằm chôn vùi chỉ với những xúc tu và đầu trước lộ ra.

## Sinh thái học
Thyone fusus là một trung chuyển huyền phù, tiêu thụ tảo cát, tảo đơn bào và các hạt hữu cơ trôi dạt trong vùng chung sinh sống, cũng như động vật phù du như copepod, Ostracods, động vật nguyên sinh, tuyến trùng, sứa và ấu trùng. Hai xúc tu cho ăn ngắn hơn nhiều so với những cái khác và có kết thúc ở ngã ba. Mỗi xúc tu lớn lần lượt co lại và gấp lại và được đẩy thức ăn vào miệng. Một xúc tu nhỏ được giữ gần miệng và kết hợp với nhau bằng cách cạo sạch các hạt thức ăn vẫn còn dính vào hạt lớn khi nó được rút ra khỏi miệng.
Trên bờ biển phía tây Ireland, những con hải sâm này thường vùi mình trong lớp trầm tích giữa tháng 10 và tháng 2 và đi vào hình thức ngủ đông. Chúng không kiếm ăn trong thời gian này và tình trạng thành cơ thể của chúng dần xấu đi, nhưng các tuyến sinh dục tiếp tục phát triển và sinh sản diễn ra vào đầu mùa xuân.